# Йорданова, Здравка
Здравка Йорданова (болг. Здравка Йорданова; род. 9 декабря 1950, София) — болгарская гребчиха, выступавшая за сборную Болгарии по академической гребле на всём протяжении 1970-х годов. Чемпионка летних Олимпийских игр в Монреале, чемпионка мира, победительница и призёрка многих регат национального значения.

## Биография
Здравка Йорданова родилась 9 декабря 1950 года в Софии, Болгария. Заниматься академической греблей начала в возрасте 15 лет, проходила подготовку в столичной команде ЦСКА.
Дебютировала на взрослом международном уровне в сезоне 1971 года, когда вошла в основной состав болгарской национальной сборной и выступила на чемпионате Европы в Копенгагене, где заняла пятое место в зачёте парных рулевых четвёрок.
В 1973 году на европейском первенстве в Москве финишировала четвёртой в одиночках.
В 1975 году побывала на чемпионате мира в Ноттингеме, откуда привезла награду бронзового достоинства, выигранную в парных двойках — в решающем заезде пропустила вперёд только экипажи из Советского Союза и Восточной Германии.
Благодаря череде удачных выступлений удостоилась права защищать честь страны на летних Олимпийских играх 1976 года в Монреале — вместе с напарницей Светлой Оцетовой обошла всех своих соперниц в программе парных двоек и тем самым завоевала золотую олимпийскую медаль.
После монреальской Олимпиады Йорданова осталась в составе гребной команды Болгарии на ещё один олимпийский цикл и продолжила принимать участие в крупнейших международных регатах. Так, в 1977 году она выступила на мировом первенстве в Амстердаме, где стала серебряной призёркой в парных двойках, уступив на финише команде из ГДР.
В 1978 году в той же дисциплине одержала победу на чемпионате мира в Карапиро. За это выдающееся достижение по итогам сезона Йорданова и Оцетова были признаны лучшими спортсменками Болгарии.
На мировом первенстве 1979 года в Бледе выиграла серебряную медаль в парных двойках, в финале снова уступила восточногерманскому экипажу.
Находясь в числе лидеров болгарской национальной сборной, благополучно прошла отбор на Олимпийские игры 1980 года в Москве, однако на сей раз попасть в число призёров не смогла — в программе парных двоек они со Светлой Оцетовой пришли к финишу четвёртыми. Вскоре по окончании этих соревнований Здравка Йорданова приняла решение завершить спортивную карьеру.
Окончив Национальную спортивную академию, с 1986 года работала журналисткой. В 1991 году заняла должность председателя Болгарской федерации ветеранов спорта. Являлась членом исполкома Болгарского олимпийского комитета.
В 2011 году за выдающийся вклад в развитие спорта и физической культуры Республики Болгария награждена орденом «Стара планина» I степени.